# José Luis Castillo-Puche
José Luis Castillo-Puche y Moreno (Yecla, Murcia, 4 de julio de 1919-Madrid, 2 de febrero de 2004) fue un escritor español. Destacó como escritor de novelas, de cuentos y ensayos, pero fue también periodista, biógrafo, editor, viajero y profesor de periodismo.

## Biografía
Nacido en 1919 en una familia muy tradicional y religiosa, con varios tíos jesuitas y otros parientes sacerdotes y una tía abadesa, a los cinco años quedó huérfano de padre, un carpintero de origen albaceteño, y llevó luto hasta los diez. Tenía dos hermanos y una hermana y su madre se empeñó en que los tres varones fueran sacerdotes, pero los dos mayores no pudieron soportar el seminario y la madre puso toda su esperanza en José Luis. Con ese plan entró con una beca en 1929 en el Seminario de San Fulgencio de Murcia, donde leyó a Vicente Medina, a José Selgas y a José Ballester. Allí empezó a escribir cuentos y obtuvo sus primeros premios. Cuando su vocación hizo crisis, obtuvo apoyo en el ambiente universitario de Murcia. Colabora en las revistas Ecclesia y Catolicismo y en los periódicos murcianos La Verdad y Línea.
Durante la Guerra civil se afilió a la CNT no por ideología, sino para proteger a su familia dentro del bando republicano, aunque no llegó a combatir, ya que trabajaba en la Cruz Roja Internacional gracias a la mediación de un tío suyo, el doctor José Puche Álvarez, que era rector de la Universidad de Valencia y había sido nombrado general por la República. Un hermano suyo era falangista, pero fue detenido por la República y apaleado en la cárcel y al concluir la contienda no vivió mucho tiempo. El otro era republicano y terminó en el exilio francés, pero su hermano consiguió repatriarlo sin consecuencias. 
Acabada la contienda regresa a sus estudios eclesiásticos en la Universidad Pontificia de Comillas hasta 1943, pero había perdido la vocación y leía libros de Pío Baroja, José Ortega y Gasset y Azorín; en ese año deja la carrera sacerdotal para estudiar periodismo y obtiene el título en 1944. Murieron su hermana y su madre de tuberculosis e incluso el marido de su hermana dejándole la custodia de su sobrina, Francisca Ruiz Castillo, que Castillo-Puche y su esposa Julia Filgueira educarán como a una hija y que permanecería con ellos hasta el matrimonio de esta. Por entonces tiene serios encontronazos con las fuerzas reaccionarias de Yecla cuando se impone la tarea de fundar un instituto nacional de segunda enseñanza en la localidad, algo que era considerado subversivo.
Comenzó su carrera literaria con novelas cortas publicadas en diarios. Tiene sus primeros problemas con la censura: en 1949 intenta publicar su novela Sin camino, pero se la prohíben y tiene que esconderla en poder de un notario para que no se la quemen; al fin logra publicarla en la editorial Emecé de Buenos Aires en 1956 gracias a la mediación de su amigo Pío Baroja. En 1952 Joaquín Ruiz-Giménez lo nombra Jefe de Prensa del Ministerio de Educación, puesto que conserva hasta 1956. Como periodista obtiene el Premio Nacional de Periodismo por su artículo España, escándalo y locura en 1952, y en 1954 consigue el Premio Nacional de Novela con su obra Con la muerte al hombro y contrae matrimonio con la profesora (ayudante de Dámaso Alonso en su cátedra de Lingüística) y escritora Julia Figueira. Por entonces hace amistad con Ernest Hemingway. En 1956 aborda el tema de los deseos de venganza tras la Guerra civil en la novela El vengador. Fue primero secretario de redacción y luego director de Mundo Hispánico, colaboró con los pseudónimos Juan de Loaysa y Gracián Loaysa en Correo Literario y dirigió Editora Nacional en los años ochenta, además de ser asesor del director general de RTVE y profesor de redacción periodística de la facultad de Ciencias de la Información de la Universidad Complutense de Madrid, lo que alternaba con la escritura de artículos para la Hoja del Lunes. Entre 1967 y 1971 se instaló como corresponsal del diario Informaciones en Nueva York y aprovecha para impartir varias conferencias en universidades de aquel país.
Sus novelas destacan por la fuerza con que aborda hondos conflictos humanos, existenciales y religiosos. Como su buen amigo Ernest Hemingway, se muestra preocupado por la muerte y la opresión que el miedo ejerce en las personas, temas que seguirán estando presentes en sus novelas Paralelo 40 de 1963, sobre las bases norteamericanas en España, y Como ovejas al matadero de 1971, y en otras muchas. Forman una trilogía El libro de las visiones y apariciones (1977), El amargo sabor de la retama (1979) y Conocerás el poso de la nada (1982, Premio Nacional de Literatura); fue la primera vez que el escritor pudo publicar sin la presión de la censura que tanto había padecido. Otra es Los murciélagos no son pájaros. También cultivó el relato corto en El leproso y otras narraciones de 1981. El duro y reaccionario ambiente de su ciudad natal, Yecla, aparece en varias novelas bajo el nombre de "Hécula".
Cultivó además la biografía (Lozano: una mística del paisaje, 1980) y el libro de viajes: América de cabo a rabo (1959), Misión a Estambul, El Congo estrena libertad (1961), Guía de la Costa Blanca y Costa de la Luz, Tierra de Campos, más bien mares de tierra y Roma, ramera y romera.
En 2006 se constituyó la fundación que lleva su nombre y contiene todo su legado bibliográfico y edita la revista Hécula. Existe, además, un certamen de novela corta que lleva su nombre.

## Obras
- 1952 Memorias íntimas de Aviraneta o Manual del Conspirador (Réplica a Baroja)
- 1954 Con la muerte al hombro (Premio nacional de narrativa)
- 1954 Misión a Estambul
- 1956 El vengador
- 1956 Sin camino
- 1957 Hicieron partes
- 1959 América de cabo a rabo (Libro de viajes)
- 1960 Diario íntimo de Alfonso XIII (Ensayo histórico)
- 1961 El Congo estrena libertad (Libro de viajes)
- 1963 Paralelo 40
- 1971 Como ovejas al matadero
- 1974 Hemingway in Spain (EE. UU.)
- 1977 El libro de las visiones y apariciones
- 1979 El amargo sabor de la retama
- 1980 Los murciélagos no son pájaros
- 1980 El perro loco
- 1980 Lozano, una mística del paisaje
- 1981 El leproso y otras narraciones
- 1982 Conocerás el poso de la nada (Premio nacional de narrativa)
- 1983 Sin camino
- 1989 El pequeño mundo de Pascualico
- 1992 Hemingway: Algunas claves de su vida y de su obra
- 1995 Escuela de detectives
- 2000 El rescoldo de lo literario. Poso y recuerdo de los maestros que he conocido
- 2006 Ricolópez

## Premios
- Premio Dirección General de Periodismo (1953)
- Premio de Bellas Artes de Cultura Hispánica (1955)
- Laurel de Novela Católica (1957)
- Premio Nacional de Literatura Miguel de Cervantes (1958).
- Premio Nacional de Literatura de Bellas Artes (1963)
- Premio de Fraternidad Hispánica de Periodismo del diario ABC (1963)
- Premio Nacional de Novela y Narrativa por su novela "Conocerás el poso de la nada" (1982).
- Medalla de Oro de la Región de Murcia 1992
- I Premio de las Letras de la Región de Murcia (2001)